# 凯夫城 (肯塔基州)
凯夫城（英語：Cave City），是美国肯塔基州的一座城市。建立于1866年，面积约为11.4平方公里（4.4平方英里）。根据2010年美国人口普查，该市的人口为2,240人。